# シラゲガヤ
シラゲガヤ（白毛茅、ベルベットグラス、学名：Holcus lanatus）は、単子葉類イネ科シラゲガヤ属の多年草の一種。ヨーロッパ原産で、世界中に帰化植物として広がっている。

## 分布
ヨーロッパ原産だが、アフリカ、アジア、オセアニア、北アメリカ、南アメリカとほぼ全世界に分布している。
日本では北海道から九州までの広い範囲に定着している。

## 特徴
草丈20-100cm。全体的に白い軟毛が密生しており、和名の由来にもなっている。近縁種として、やや毛の少ないニセシラゲガヤがいる。走出枝を出さない。
牧草地や芝生、路傍、林縁、荒地、畑地などの日当たりの良い環境に生育する。花期は6-8月。